# بخش بروش کریک (شهرستان آدامز، اوهایو)
بخش بروش کریک (به انگلیسی: Brush Creek Township) یک منطقهٔ مسکونی در ایالات متحده آمریکا است که در شهرستان آدامز، اوهایو واقع شده‌است.
 بخش بروش کریک ۱۰۷٫۴۷ کیلومتر مربع مساحت و ۱٬۲۳۶ نفر جمعیت دارد و ۳۴۹ متر بالاتر از سطح دریا واقع شده‌است.